# Euander

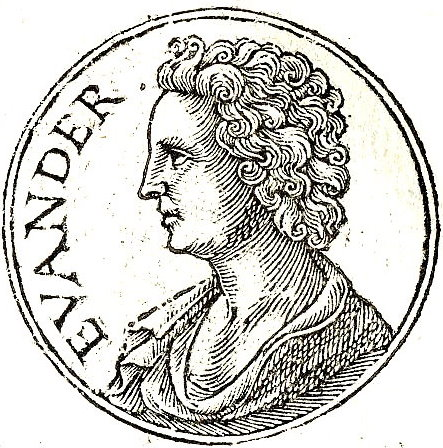
Euander. Promptuarii Iconum Insigniorum.

Euander (Grieks: Εὔανδρος, d.i. goede man) of Evander was in de antieke overlevering een legendarische vorst en heros afkomstig uit de Griekse landstreek Arcadia, die zich later in Latium zou vestigen. Over de figuur van Euander bestaat veel onzekerheid, wegens de uiteenlopende informatie van de bronnen.

## Biografie
Hij staat bekend als zoon van Hermes (Mercurius) bij een Arcadische bronnimf, Nicostrate of Themis genoemd, een dochter van de riviergod Ladon. Volgens de Romeinse traditie was echter Carmenta of Tiburtis zijn moeder. 
 Een heel andere versie komt voor bij Servius in zijn commentaar op de Aeneis: die vermeldt een zekere Echemus en Timandra als ouders van Euander.
Zowat zestig jaar vóór het uitbreken van de Trojaanse Oorlog moest hij zijn vaderstad in Arcadia verlaten en migreerde hij naar Italië, waar hij in Latium op de linkeroever van de Tiber een nederzetting stichtte. Ook over de reden van deze migratie blijft men in het ongewisse. Dionysius van Halicarnassus verhaalt over een burgertwist in Arcadia, waarbij de partij van Euander het onderspit moest delven. Daarop zou Euander met zijn getrouwen op vrijwillige basis in ballingschap zijn gegaan. Bij Servius lezen we weer een heel andere versie: daar zou Euander, hiertoe aangezet door zijn moeder, zijn vader vermoord hebben, waarna de leiders van zijn stad hem tot ballingschap veroordeelden.

 Hoe dan ook, hij bereikte al vluchtend Italië en stichtte daar op de linkeroever van de Tiber een dorp aan de voet van een heuvel (de toekomstige Palatinus), precies op de plek waar in latere eeuwen Rome zou verrijzen. Hij gaf deze nederzetting (de eerste op de bodem van het latere Rome!) de naam Pallanteum of Pallantium, volgens Vergilius (Aeneis VIII) naar zijn zoon Pallas, maar zowel Pausanias als Dionysius van Halicarnassus beweren dat Euanders geboortestad in Arcadia óók Pallanteum heette (niet ver van Tegea). Als we de commentaar van Servius mogen geloven, moest Euander met de wapens strijden om het bezit van Pallanteum, omdat Herilus, de koning van Praeneste, hem uit de streek wou verdrijven.

## Betekenis voor de Romeinse traditie
Euander zou in Italië de eredienst van Faunus hebben ingevoerd, alsook de cultus van Hercules. Vergilius vertelt hoe deze, tijdens zijn terugreis uit Gades met de runderen van Geryones, gastvrij door Euander werd ontvangen. Hercules maakte van de gelegenheid gebruik om ter plaatse met het monster Cacus af te rekenen. Uit dankbaarheid voor dit heuglijke feit richtte Euander toen een altaar op, waarin de Romeinse lezers van Vergilius ongetwijfeld nog de Ara Maxima op het Forum Boarium herkenden. Dit archaïsche altaar ging echter volledig verloren in de grote brand van 64.
Nog vele andere innovaties in Italië staan op naam van Euander. Hij zou de Lupercalia ingesteld hebben, en de naburige Latijnse stammen de principes van rechtvaardige wetgeving en sociale structuren hebben bijgebracht, en niet in het minst ook de muziek en (volgens Fabius Pictor) het gebruik van het alfabet, dat hij zelf van Hercules had geleerd. Hij zou verder ook Argus gedood hebben, waaraan het Argiletum (Argi letum = Gewelddadige dood van Argus ) zijn naam zou danken.
Vergilius stelt Euander vooralsnog steeds in leven op het moment dat Aeneas, hiertoe aangezet door de stroomgod van de Tiber, hem komt opzoeken (Aeneis VIII). Euander is net bezig met een offerplechtigheid voor Hercules (op de Ara Maxima) en nodigt Aeneas uit hieraan deel te nemen. Omdat hij Aeneas’ vader Anchises ooit heeft ontmoet vóór de Trojaanse oorlog, is Euander bereid Aeneas bij te staan in zijn strijd tegen zijn aartsrivaal Turnus en zijn Rutuliërs. Hij beveelt Aeneas aan bij zijn Etruskische bondgenoot koning Tarchon en zendt zijn eigen zoon Pallas mee ten strijde. Pallas zal echter sneuvelen in de strijd, door de hand van Turnus, waarna Euander Aeneas smeekt zich op de moordenaar te wreken.

## Dood en vergoddelijking
Euander werd na zijn dood vergoddelijkt en kreeg in Rome een altaar aan de voet van de Aventinus. Omdat zijn zoon Pallas klaarblijkelijk kinderloos was gesneuveld, werd het koninkrijk van Euander door Turnus onder de voet gelopen en volledig verwoest. De Romeinse Gens Fabia beweerde echter rechtstreeks af te stammen van Euander. 
 Hij werd ook als heros vereerd in zijn geboortestad Pallantium (in Arcadia), die door keizer Antoninus Pius met bijzondere privileges werd geëerd. Een standbeeld van Euander stond er naast dat van zijn zoon Pallas.
- Bibliothèque nationale de France: cb162294977 (data)
- Gemeinsame Normdatei: 129253731
- Library of Congress Control Number: sh2008001702
- Nationale Bibliotheek van Israël: 987007542562305171
- Système universitaire de documentation: 121561119
- Virtual International Authority File: 74926760